# Андрей Ерьоменко
Андрѐй Ива̀нович Ерьоменко (на руски: Андрѐй Ива̀нович Ерёменко) е съветски генерал (от 1955 г. – маршал), Герой на Съветския съюз (1944 г.), член на ЦК на КПСС, един от най-забележителните пълководци през Втората световна война.

## Ранна кариера
Ерьоменко е роден в Марковка, Луганска област на днешна Украйна (тогава част от царска Русия), в селско семейство. Повикан е в армията през 1913 г. и по време на Първата световна война служи на Югозападния, а след това и на Румънския фронт. След избухването на Октомврийската революция през 1917 г. се завръща у дома със звание унтерофицер. През есента на следващата година организира партизански отряд за борба с германците, окупирали Луганска област. По-късно, заедно с отряда си, се присъединява към Червената армия, където е зачислен в легендарната кавалерия на Семьон Будьони. След гражданската война посещава Ленинградската кавалерийска школа, а през 1935 г. завършва Военната академия „Фрунзе“.
През 1938 г. Ерьоменко е назначен за командир на 6-и кавалерийски корпус (част от 1-ва конна армия, дислоцирана в Беларус), който участва в нападението над Полша (като част от пакта Рибентроп-Молотов). Операцията се отличава с лошо командване и слаба организация. След капитулацията на Полша сменя няколко длъжности. Началото на операция „Барбароса“ го заварва като главнокомандващ на Трансбайкалския военен окръг.

## Великата Отечествена война
Осем дена след началото на немското нападение над СССР, Ерьоменко е извикан в Москва и изпратен за временно изпълняващ длъжността командир на Западния фронт (до пристигането на маршал Тимошенко, когато е назначен за негов заместник), само два дни след като главнокомандващия фронта – армейски генерал Дмитри Павлов, е разстрелян за некомпетентност. Позицията е много несигурна – некомпетентността на Павлов и неподготвеността на съветските войски почти напълно са унищожили Западния фронт, но новоназначения командир успява да събере останалите части и да задържи немското напредване, точно пред Смоленск. По време на последвалата ожесточена битка, Ерьоменко е ранен, заради което е преназначен на Брянския фронт. През август 1941 г., той започва офанзива с войските на фронта, въпреки явното превъзходство на противника. Настъплението обаче не успява да постигне желаните резултати.

### Отбраната на Москва
През октомври германците започват операция „Тайфун“, чиято цел е превземането на Москва. Силите на Ерьоменко са отблъснати назад, но успяват да проведат няколко контраатаки, които забавят темповете на напредване на противника. На 13 октомври Андрей Иванович е ранен още веднъж – този път сериозно. Евакуиран е до военна болница в Москва, където се възстановява няколко седмици. През януари 1942 г. е назначен за главнокомандващ на 4-та ударна армия, влизаща в състава на Северозападния фронт. По време на зимната контраофанзива на съветските войски, Ерьоменко е ранен за трети път – по време на въздушна бомбардировка на щаба му. Отказва да влезе в тиловата болница, докато боевете не стихнат – едва след 23 дена, през които продължава да ръководи армията си.

### Сталинград
На 1 август 1942 г. е назначен от Сталин за главнокомандващ на Югоизточния фронт. С наличните войски, Ерьоменко провежда няколко яростни контраатаки срещу немското настъпление в Кавказ. Заедно с комисаря Никита Хрушчов планират защитата на Сталинград и когато неговият подчинен, генерал Лопатин, изразява съмнения в способността си да спаси града, на 11 септември Ерьоменко го заменя като главнокомандващ на 62-ра армия с генерал-лейтенант Василий Чуйков. На 28-и същия месец, Югоизточния фронт е преименуван на Сталинградски. В битката за града, по време на операция „Уран“ през ноември, войските на Ерьоменко помагат за обкръжаването на немската 6-а армия, която впоследствие е напълно унищожена. Успешно са отблъснати и контраатаките на силите на Манщайн, които се опитват да пробият обръча отвън.

### Различни назначения
На 1 януари 1943 г. Сталинградския фронт е преименуван на Южен. След края на зимната кампания, Ерьоменко е изпратен на север – в Калининския фронт, където обстановката е сравнително спокойна до септември, когато е проведена малка, но успешна офанзива. През декември той отново е изпратен на юг – този път за да поеме командването на Отделната Приморска армия, която е събрана от разнородни войскови части с единствена цел да освободи Крим, във взаимодействие с войските на 4-ти украински фронт на Фьодор Толбухин. През април 1944 г. Ерьоменко поема поредното си назначение – главнокомандващ на 2-ри балтийски фронт. По време на лятната кампания, фронтът провежда редица успешни операции, преодолява немската съпротива и успява да овладее Рига. Над 30 германски дивизии са обкръжени в Латвия. На 26 март 1945 г. е назначен на мястото на Толбухин като командир на 4-ти Украински фронт, където остава до края на войната. По време на назначението му, фронтът е разположен в източна Унгария. Ерьоменко провежда успешна офанзива, освобождавайки останалата част от страната, и проправяйки си път към Чехословакия. Там армиите му също освобождават редица градове и села, най-значимия от които е Острава. И днес много улици в Чехия и Словакия носят неговото име.

## След края на войната
След капитулацията на Германия, Ерьоменко последователно е главнокомандващ на Карпатския (1945 – 1946 г.), Западносибирския (от 1946 до 1952 г.) и Севернокавказкия (от 1953 до 1958 г.) военни окръзи.
На 11 март 1955 г. Ерьоменко, заедно с още петима заслужили командири, е произведен в звание маршал на Съветския съюз. През 1958 г. заема длъжността главен инспектор на Министерството на отбраната на СССР – длъжност, която има по-скоро церемониален характер и позволява на маршала да се пенсионира същата година.
Андрей Иванович Ерьоменко умира на 19 ноември 1970 г. в Москва. Урната с праха му се съхранява в Кремълската стена на Червения площад.

## Награди
- Златна звезда на Герой на Съветския съюз
- Пет ордена „Ленин“
- орден „Кутузов“ – I степен
- орден „Октомврийска революция“
- Четири ордена „Червено знаме“
- Три ордена „Суворов“ – I степен
- Сабя с Държавния герб на СССР
- Други отличия (в т.ч. полски и чехословашки)

## Съчинения
- „Боевые эпизоды. Походы Первой Конной армии“. Ростов на Дон. 1957 г.
- „На западном направлении“. Москва. 1959 г.
- „Против фальсификации истории второй мировой войны“. Москва. 1960 г.
- „Сталинград“. Москва. 1961 г.
- „В начале войны“. Москва. 1965 г.
- „Годы возмездия. 1943—1945“. Москва. 1969 г.
- „Помни войну“. Донецк. 1971 г. (издадено след смъртта му)